# Spencer Bell
Pour les articles homonymes, voir Bell.
Spencer Bell, né à Lexington (Kentucky) le 25 septembre 1887 et mort à Los Angeles (Californie) le 18 août 1935 , est un acteur américain.

## Biographie
Spencer Bell, né en 1887 au Kentucky, est un des premiers afro-américains acteurs de la période du cinéma muet, et le premier à être sous contrat. Avant sa carrière à Hollywood, il était chauffeur et jouait occasionnellement dans des vaudevilles et des Minstrel show. Il s'est engagé dans l'armée et a servi lors de la Première Guerre mondiale. Il fait ses débuts au cinéma en 1919 avec Larry Semon, et est cantonné à des rôles stéréotypés d'homme de couleur, paresseux ou maladroit. Un de ses rôles les plus notables a été dans Le Sorcier d'Oz en 1925, dans lequel il est crédité sous son nom de scène, "G. Howe Black".

## Filmographie

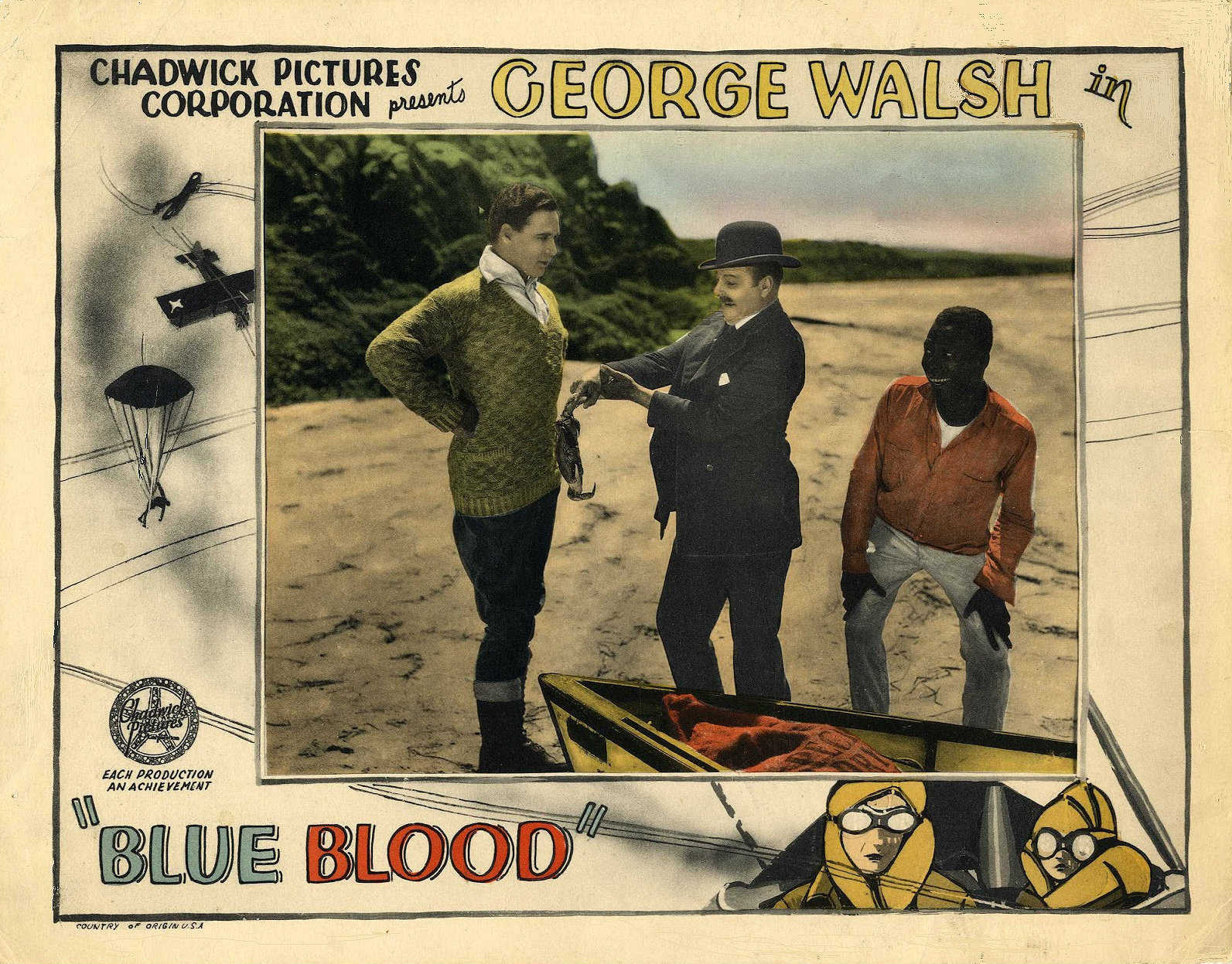
Spencer Bell (à droite) avec George Walsh (à gauche), affiche publicitaire de Blue Blood, 1925.

Source principale de la filmographie :
- 1919 Passing the Buck de Larry Semon (CM) :
- 1922 The Steeplechaser de Jack White  (CM) :
- 1922 The Counter Jumper de Larry Semon (CM) : le commis
- 1923 No Wedding Bells de Larry Semon et Mort Peebles (CM) : le majordome
- 1923 Casey Jones, Jr. de Del Lord (CM) : le porteur de bagage
- 1923 The Barnyard de Larry Semon (CM) : Helper
- 1923 The Gown Shop de Larry Semon (CM) : le portier
- 1923 The High Life de Hugh Fay (CM) :
- 1923 Lightning Love de Larry Semon et James D. Davis (CM) : le majordome
- 1923 Horseshoes (en) de Larry Semon (CM) :
- 1924 Her Boy Friend de Larry Semon et Noel M. Smith (CM) : un docker
- 1924 Fast and Furious de Norman Taurog (CM) :
- 1924 Kid Speed (CM) de Larry Semon et Noel M. Smith : le copilote de Speed Kid
- 1925 Le Sorcier d'Oz (The Wizard of Oz) de Larry Semon : le lion peureux / Rastus / Snowball (as G. Howe Black)
- 1925 The Dome Doctor de Larry Semon (CM) :
- 1925 The Cloudhopper de Larry Semon, Stephen Roberts et Norman Taurog (CM) :
- 1925 Hop to It! (CM)
- 1925 Below Zero de Norman Taurog (CM) :
- 1925 Slippery Feet de Harold Beaudine (CM) : le valet (non crédité)
- 1925 Blue Blood de Scott R. Dunlap : Amos Jeenkins
- 1925 : Perds pas tes Dollars ! (The Perfect Clown) de Fred C. Newmeyer : Snowflake (as G. Howe Black)
- 1926 The Prince of Broadway de John Gorman : Snowball
- 1926 Whispering Whiskers de Del Lord (CM) : le portier (non crédité)
- 1926 Matrimony Blues (en) de Benjamin Stoloff (CM) :
- 1926 Creeps de Norman Taurog (CM) : le compagnon noir
- 1926 Ice Cold Cocos de Del Lord (CM) : le prêcheur (non crédité)
- 1927 Sign Them Papers de Edward Ludwig (CM) : le majordome (non crédité)
- 1927 Should Sleepwalkers Marry? de Del Lord (CM) :
- 1927 The Outlaw Dog de J. P. McGowan : 'Snowbal' Black
- 1927 Oh, Mummy! de Harold Beaudine (CM) :
- 1927 Oh, What a Man! de Larry Semon (CM) : le serveur
- 1927 Nifty Nags de Arvid E. Gillstrom (CM) :
- 1928 Tenderfeet
- 1928 Deaf, Dumb and Blonde de Leslie Goodwins (CM) :
- 1928 Save the Pieces de William Watson (CM) :
- 1928 All Washed Up de Albert Herman (CM) :
- 1928 The Bicycle Flirt de Harry Edwards (CM) : (non crédité)
- 1928 Slick Slickers de Arvid E. Gillstrom (CM) :
- 1928 The Midnight Taxi de John G. Adolfi : Rastus
- 1928 The Chinatown Mystery de J. P. McGowan
- 1928 Hot Sparks de William Watson (CM) :
- 1929 Taxi Spooks de Del Lord (CM) : le chauffeur
- 1929 The Peacock Fan de Phil Rosen : Arthur
- 1929 The Rodeo de Alfred J. Goulding (CM) : le mari de Magnolia
- 1929 Don't Get Jealous de Phil Whitman (CM) : le cireur de chaussure (non crédité)
- 1931 Dance Hall Marge de Del Lord et Mack Sennett (CM) : : le chauffeur (non crédité)
- 1931 Smart Money de Alfred E. Green : Suntan (non crédité)
- 1931 The Fainting Lover de Mack Sennett (CM) : figuration (scènes supprimées)
- 1931 I Surrender Dear de Mack Sennett (CM) : : le portier (non crédité)
- 1931 One More Chance de Mack Sennett (CM) : le chauffeur (non crédité)
- 1932 Dream House de Del Lord (CM) : Bill Poster (non crédité) (non confirmé)
- 1932 Heavens! My Husband! de Babe Stafford (CM) : le portier (non crédité)
- 1932 Listening In de Leslie Pearce (CM) : le portier (non crédité)
- 1932 For the Love of Ludwig de Emil Harberger (CM) : le portier
- 1932 False Impressions de Leslie Pearce (CM) : le portier (non crédité)
- 1932 Bring 'Em Back Sober de Babe Stafford (CM) : Screen Native (non crédité)
- 1932 The Lion and the House de Babe Stafford (CM) : le serviteur (non crédité)
- 1932 : À tour de brasses (You Said a Mouthful) de Lloyd Bacon : le protier (non crédité)
- 1933 Blue of the Night de Leslie Pearce (CM) : le portier (non crédité)